# Lamprologus teugelsi
Lamprologus teugelsi är en fiskart som beskrevs av Robert C. Schelly och Melanie L. J. Stiassny 2004. Lamprologus teugelsi ingår i släktet Lamprologus och familjen Cichlidae. IUCN kategoriserar arten globalt som sårbar. Inga underarter finns listade i Catalogue of Life.